# Sonho Dourado
Sonho Dourado é um álbum de Toquinho, lançado em 1984 pela gravadora Barclay. Este disco traz sucessos como "Sonho Dourado" e "Ao que Vai Chegar", sendo este último incluído na trilha sonora e tema de abertura da telenovela Livre para Voar, da Rede Globo.

## Faixas
| N.º            | Título                                                                   | Compositor(es)                                 | Duração |  |
| 1.             | "Sonho Dourado"                                                          | Toquinho, Maurizio Fabrizio e Guido Morra      | 3:20    |  |
| 2.             | "Ao que Vai Chegar"                                                      | Toquinho e Mutinho                             | 3:11    |  |
| 3.             | "Cartão Postal"                                                          | Toquinho, Maurizio Fabrizio e Guido Morra      | 3:36    |  |
| 4.             | "Valsinha" (Participação especial: Arthur Moreira Lima)                  | Vinícius de Moraes e Chico Buarque             | 3:02    |  |
| 5.             | "Idade Média"                                                            | Toquinho, Maurizio Fabrizio e Guido Morra      | 3:32    |  |
| 6.             | "Vôos da Vida"                                                           | Toquinho, Maurizio Fabrizio e Guido Morra      | 3:33    |  |
| 7.             | "Barcelona"                                                              | Toquinho                                       | 3:45    |  |
| 8.             | "A Cidade e o Mar"                                                       | Toquinho, Maurizio Fabrizio e Guido Morra      | 4:02    |  |
| 9.             | "O Irmão do Nestor"                                                      | Toquinho, Mutinho                              | 3:32    |  |
| 10.            | "Linda Flor" (Instrumental: Maurizio Fabrizio, Amilson Godoy e Toquinho) | Henrique Vogeler, Luiz Peixoto e Marques Porto | 3:06    |  |
| Duração total: | Duração total:                                                           | Duração total:                                 | 34:40   |  |